# Aourir (Aïn El Hammam)
Pour les articles homonymes, voir Aourir.
Aourir Ath Menguellet (en kabyle: Awrir At Mengelet, tifinagh: ⴰⵡⵔⵉⵔ ⴰⵝ ⵎⴰⵏⴳⴻⵍⴻⵝ, arabe: اورير اييت مانكلات) est un village de la commune algérienne d'Aïn El Hammam dans la wilaya de Tizi Ouzou, en Kabylie.

## Localisation
Aourir se trouve à 7 km environ à l'ouest du chef-lieu de la commune et est entouré par les villages de :
- Tasga Mellul ;
- Ighil Bougueni (Iɣil Nwegni) ;
- Tililit (Thililith).

Aourir et ces trois villages forment un douar appelé Ait âmer o Saîd[réf. nécessaire] (At Σmer w-Sεid).

## Toponymie
Le mot berbère awrir signifie « mont » ou « crête ».
L'expression At Menguelet fait référence à la tribu des At Menguelet.

## Population
Le village compte environ 800 à 1000 habitants[réf. nécessaire].

## Enseignement
Il dispose d’une école primaire.

## Économie

### Commerce
Le village dispose de quelques petits commerces d'alimentation générale et de kiosques.

### Agriculture
L'économie agricole consiste en la cueillette d’olives en hiver, et de cerises et de figues en été.

## Fêtes traditionnelles
Yennayer est le jour de l’an berbère).
Chaque année les femmes comme les hommes fêtent aussi Taεaččuṛt, en mémoire et hommage à El Hoceïn, petit fils de Mahomet tué tragiquement lors de la bataille de Kerbala .